# Kemmental
Kemmental is een gemeente en plaats in het Zwitserse kanton Thurgau, en maakt deel uit van het district Kreuzlingen.

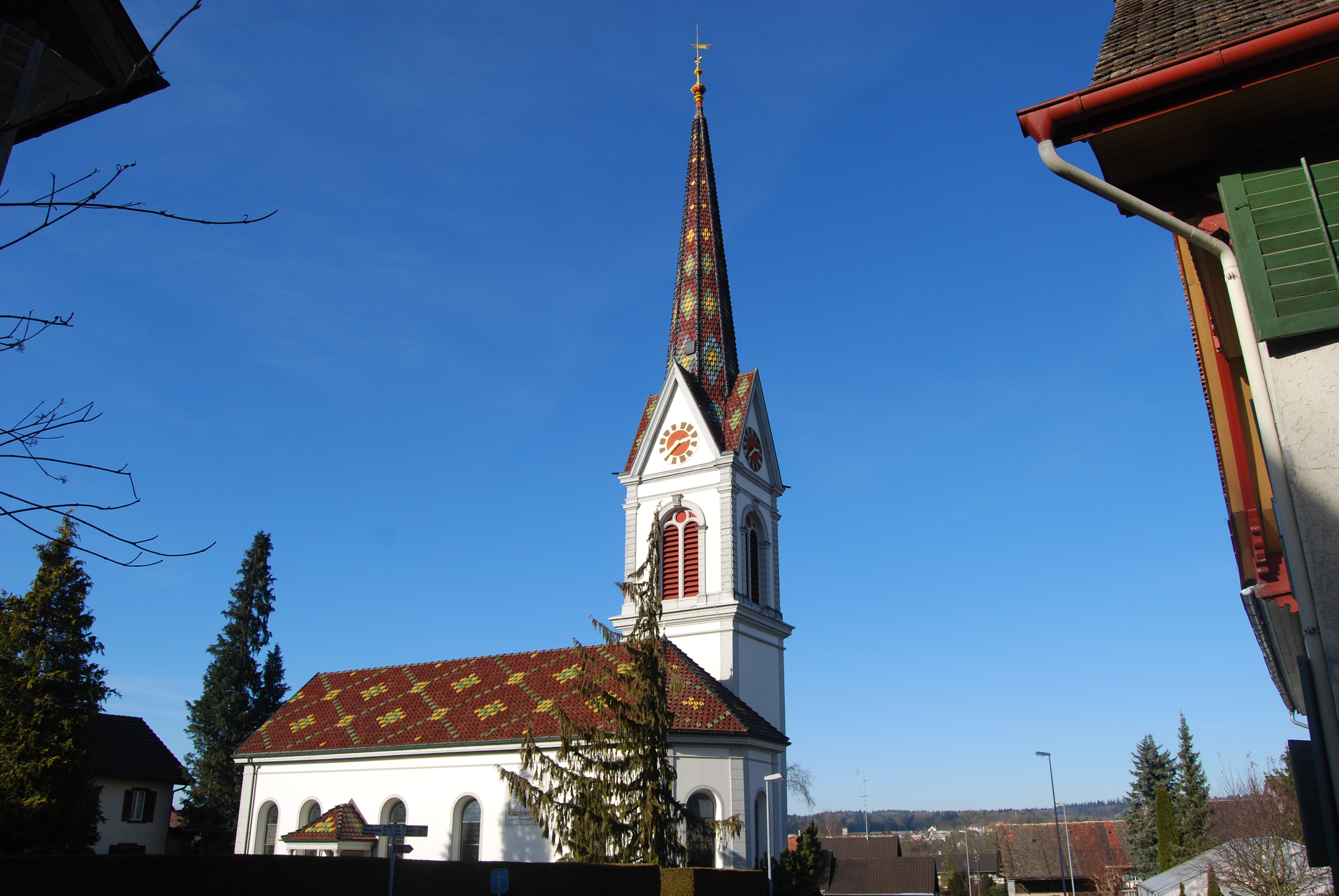
Hugelshofen (Kemmental)

Kemmental telt 2137 inwoners.